# باشگاه فوتبال شیبنیک
باشگاه فوتبال شیبنیک (انگلیسی: Croatian Football Club Šibenik) یک باشگاه فوتبال مستقر در شیبنیک، کرواسی است که در لیگ دسته اول فوتبال کرواسی، دومین سطح لیگ فوتبال در این کشور به فعالیت می‌پردازد.
این تیم به تازگی در پایان فصل ۲۰۲۳-۲۰۲۲ از لیگ برتر فوتبال کرواسی سقوط کرده‌است.